# Boros János (mérnök)
Boros János (Kolozsvár, 1948. január 24. – Kolozsvár, 2012. július 24.) mérnök, építkezési tanácsadó, RMDSZ-politikus, Kolozsvár alpolgármestere.

## Életpályája
A kolozsvári 11-es számú Középiskolában  érettségizett, majd 1972-ben elvégezte a helyi műszaki egyetemen az építészeti (magas-, ipari és mezőgazdasági építészet) szakot, majd 2004-ben a gyulafehérvári Római Katolikus Hittudományi Főiskolán a hitoktatói szakot.
1972–1976 között Zilahon, 1976–1995 között Kolozsváron mérnök, majd vezető mérnök. 1992–2000 között kolozsvári városi tanácsos, 1993–1997 között az RMDSZ Kolozs megyei alelnöke, 1997–1999 között pedig elnöke, 2000–2008 között Kolozsvár magyar alpolgármestere. Az első romániai magyar önkormányzati szaklap  (Önkormányzati Figyelő) megalapítója. Közérthetően a lakástörvényről címmel állandó rovatot vezetett a kolozsvári  Szabadság című lapban.

## Díjai, kitüntetései
- Lion megye (Florida, USA) díszpolgára, 2001
- Magyar Érdemrend Lovagkeresztje, 2012